# Медзяна-Гура (гмина)
Медзяна-Гура (пол. Miedziana Góra) — сельская гмина (волость) в Польше, входит как административная единица в Келецкий повет, Свентокшиское воеводство. Население — 10 031 человек (на 2006 год).

## Демография
| Перепись                       | Всего   | Всего | Женщины | Женщины | Мужчины | Мужчины |
| ------------------------------ | ------- | ----- | ------- | ------- | ------- | ------- |
| Единицы                        | человек | %     | человек | %       | человек | %       |
| Население                      | 9837    | 100   | 5029    | 51,1    | 4808    | 48,9    |
| Плотность населения (чел./км²) | 138,9   | 138,9 | 71      | 71      | 67,9    | 67,9    |

## Соседние гмины
1. Кельце
2. Гмина Маслув
3. Гмина Мнюв
4. Гмина Пекошув
5. Гмина Стравчин
6. Гмина Загнаньск